# Nederokkerzeel
Nederokkerzeel ou Nederockerzeel est une section de la commune belge de Kampenhout située en Région flamande dans la province du Brabant flamand. C'était une commune à part entière avant la fusion des communes de 1977.
Ancienne seigneurie possédée par l'Abbaye Saint-Michel d'Anvers vendue à un membre de la famille de Knyff.
C'est un village rural. Le village est relativement isolé à une certaine distance des grands axes Bruxelles-Louvain et Bruxelles-Haecht. Au sud-ouest du village se trouve une vaste zone arable qui s'étend jusqu'à Steenockerzeel. À l'est du village se trouve la réserve naturelle relativement grande : le Silsombos.
Une partie des ancêtres de Beethoven serait originaire de ce village.

## Démographie

### Évolution démographique
- Sources : INS, Rem. : 1831 jusqu'en 1970 = recensements, 1976 = nombre d'habitants au 31 décembre[3].